# Otiothops baculus
Otiothops baculus är en spindelart som beskrevs av Norman I. Platnick 1975. Otiothops baculus ingår i släktet Otiothops och familjen Palpimanidae. Inga underarter finns listade i Catalogue of Life.